# Tosson
Tosson est une commune située dans le département de Yaba de la province du Nayala au Burkina Faso.